# The Sims 2
The Sims 2 je računalniška igra simulacije življenja, ki jo razvija Maxis. Je nadaljevanje najbolje prodajane računalniške igre, The Sims, ki je bila izdana 14. decembra 2000.
Igra The Sims 2 je bila izdana 16. septembra 2004 in je takoj postala uspešna, saj se je v prvih 10-ih dneh prodalo 1 milijon kopij. Skupaj z igro The Sims 2, so pri Electronic Arts izdali že 7 dodatkov in 8 zbirk predmetov (»Stuff packov«), ena dodatek pa je še napovedan za izid. Glasbo za igro je sestavil Mark Mothersbaugh.
Koncept igre The Sims 2 je enak kot pri igri The Sims. Igralec nadzira njegove Simkče, ko se soočajo z njihovimi okolji in se vključujejo v razne dejavnosti in gradijo razmerja, podobna kot v resničnem življenju. The Sims 2, za razliko od predhodnice, nima nastavljenega cilja; igralništvo je brezmejno. Simčki imajo življenjske cilje, želje in strahove in izpolnitev katerihkoli od teh stvari, je lahko ali dobro ali slabo. Igra ima tudi veliko paleto goljufij. Vsi Simčki se v drugem delu starajo in v glavnem živijo 65 Sim dni, če igralec dobro ravna z njimi.
V The Sims 2 se Simčki starajo v šestih stopnjah življenja in so vključeni v močnejši 3D grafični pogon. Od julija 2007 je bilo prodanih več kot 13 milijonov izvodov po vsem svetu. The Sims 2 je tako postala druga najbolje prodajana PC igra vseh časov - na prvem mestu je še vedno The Sims 1. 19. marca 2008 so na spletni strani thesims3.com uradno naznanili izid igre The Sims 3 v letu 2009.

## Verzije igre
Igra je izšla od izida do danes v šestih različicah:
- Normalna CD verzija (14. september 2004 - prva izdaja igre)
- Posebna DVD izdaja (17. september 2004 - igra in nekaj dodatne vsebine)
- The Sims 2 Holiday Edition (2 verziji, 17. november 2005 (The Sims 2 + The Sims 2 Holiday Party Pack) & november 2006 (The Sims 2 + The Sims 2 Happy Holiday Pack))
- The Sims 2 Deluxe (8. maj 2007 - The Sims 2 + dodatek Nightlife)
- The Sims 2 omejena "Limited" izdaja (4. september 2007 - The Sims 2 Deluxe + Bon Voyage)
- The Sims 2 Double Deluxe (The Sims 2 Deluxe + Celebration! Stuff)

## Dodatki
The Sims 2 dodatki v igro dodajo dodatne funkcije in predmete. V glavnem vsak dodatek vsebuje eno glavno lastnost ter nekaj stranskih. Večina dodatkov doda tudi novo sosesko, novo mitično zver (npr. zombiji v Univeristy in vampirji v Nightlife) in več kot 100 predmetov. Do zdaj je bilo izdanih 7 dodatkov, še en na temo hobijev pa bo izšel spomladi 2008.
| Ime               | Windows datum izida | Windows datum izida | Mac OS X izid     | Glavne novosti | Nove soseske                                                                               | Novi neigralni karakterji                                                                            | Bitje                |
| Ime               | Severna Amerika     | Evropa              | Mac OS X izid     | Glavne novosti | Nove soseske                                                                               | Novi neigralni karakterji                                                                            | Bitje                |
| ----------------- | ------------------- | ------------------- | ----------------- | --- | ------------------------------------------------------------------------------------------ | --- | -------------------- |
| University        | 1. marec 2005       | 2. marec 2005       | 12. december 2005 | Mlado-odrasla stopnja življenja (samo na univerzi), življenjski cilji, potegavščine, vpliv, nove kariere, na voljo po študiju | Študentska naselja, študentski dumovi                                                      | navijačice, maskote, študenti, osebje univerze (profesorji, delavci v menzi itd.)                    | Zombiji              |
| Nightlife         | 13. september 2005  | 13. september 2005  | 27. marec 2006    | Zmenki/sprehodi, navdih veselja (Pleasure), kemija, avtomobili                                                                | Središče mesta (Downtown)                                                                  | Ciganka, razni delavci v mestu (natakarji, itd.)                                                     | Vampirji             |
| Open for Business | 2. marec 2006       | 2. marec 2006       | 4. september 2006 | Posel, značke talentov, dvigala, roboti                                                                                       | Nakupovalni okoliš, posel                                                                  | Novinarji, brivci                                                                                    | Servos (robot)       |
| Pets              | 17. oktober 2006    | 20. oktober 2006    | 6. november 2006  | psi, mačke, ptiči, morski prašički, trgovine za živali, enciklopedija o igri                                                  | /                                                                                          | Uslužbenec kontrole živali, dreser živali, volkovi, skunki                                           | Volkodlaki           |
| Seasons           | 28. februar 2007    | 2. marec 2007       | 11. junij 2007    | Vreme, obleke za zunaj, letni časi, ribarjenje, vrtnarjenje, nove kariere                                                     | Soseska Riverblossom Hills                                                                 | Člani vrtnarskega kluba, pingvini                                                                    | Rastlinski Simčki    |
| Bon Voyage        | 4. september 2007   | 7. september 2007   | december 2007     | Hoteli in počitnice v poletni, vzhodni in gozdni deželi, regionalne igre, tradicije in predmeti, tudi plaže                   | Počitniške soseske (Otok Twikki - plaža, Tri jezera - gore in Vas Takemizu - daljni vzhod) | Ognjeni plesalci, vratarji, čistilke, hotelski sluga, moder starec, pirati, lopovi, vodiči in nindže | Bigfoot (samo moški) |
| FreeTime          | 26. februar 2008    | 29. februar 2008    | Neznano           | Hobiji (šport, balet,..), nove kariere,...                                                                                    | Soseska Desiderata Valley                                                                  | Neznano                                                                                              | Duh iz svetilke      |
| Apartment Life    | 29. avgust 2008     | 22. avgust 2008     | Neznano           | Življenje v stanovanjih, čarovniki / čarovnice,...                                                                            | Soseska Belladonna Cove                                                                    | Sluga, lastnik parcele, cimri, breakdancerji, živi kipi                                              | Čarovnice, zombiji   |

## Zbirke predmetov
Zbirke predmetov (angleško Stuff packs) dopolnjujejo osnovno igro in ji dodajo samo nove predmete. Trenutno je 6 izdanih, še en pa bo izdan v kratkem.
Stuff packi vsebujejo določene igralne elemente, ki so predstavljeni v dodatkih izdanih pred njimi (razen v primeru Holiday Party Packa, kjer so dodani le novi predmeti ter obleke, brez česa drugega). V teh paketih je po navadi okoli 60 novih predmetov.
| Name                                 | Windows datum izida (ZDA) | Mac OS X izid  | Glavne novosti                                                                                                  |
| ------------------------------------ | ------------------------- | -------------- | --- |
| Family Fun Stuff                     | 13. april 2006            | 30. april 2007 | Predmeti na pravljično in pomorsko temo                                                                         |
| Glamour Life Stuff                   | 31. avgust 2006           | junij 2007     | Predmeti na temo razkošja                                                                                       |
| Happy Holiday Stuff                  | 7. november 2006          | september 2007 | Vključuje Holiday Party Pack z dodatnimi Azijskimi prazničnimi elementi                                         |
| Celebration! Stuff                   | 3. april 2007             | /              | Praznovanja (poroke in rojstni dnevi)                                                                           |
| H&M Fashion Stuff                    | 5. junij 2007             | /              | Najnovejša modna kolekcija iz H&M-a                                                                             |
| Teen Style Stuff                     | 5. november 2007          | /              | Novo okrasje za spalnice v treh različnih temah (gotska, trasher in socialite), obleke in frizure za najstnike. |
| Kitchen & Bath Interior Design Stuff | 8. april 2008             | /              | Novo okrasje za kuhinje in kopalnice.                                                                           |
| IKEA Home Stuff                      | 27. junij 2008            | /              | Novo IKEA pohištvo.                                                                                             |
| Mansion & Garden Stuff               | 21. november 2008         | /              | Novo okrasje za vrtove in dvorce.                                                                               |

## Sistemske zahteve
Windows 98/98 SE/Me/2000/XP/Vista, CPU: 800 MHz, RAM: 256 MB, 8x CD-ROM/DVD pogon, trdi disk: 3.5 GB prostora, grafična kartica: 32 MB DirectX 9.0 in T&L kompatibilna, zvok: DirectX 9.0 kompatibilna